# حضارة إيرليتو

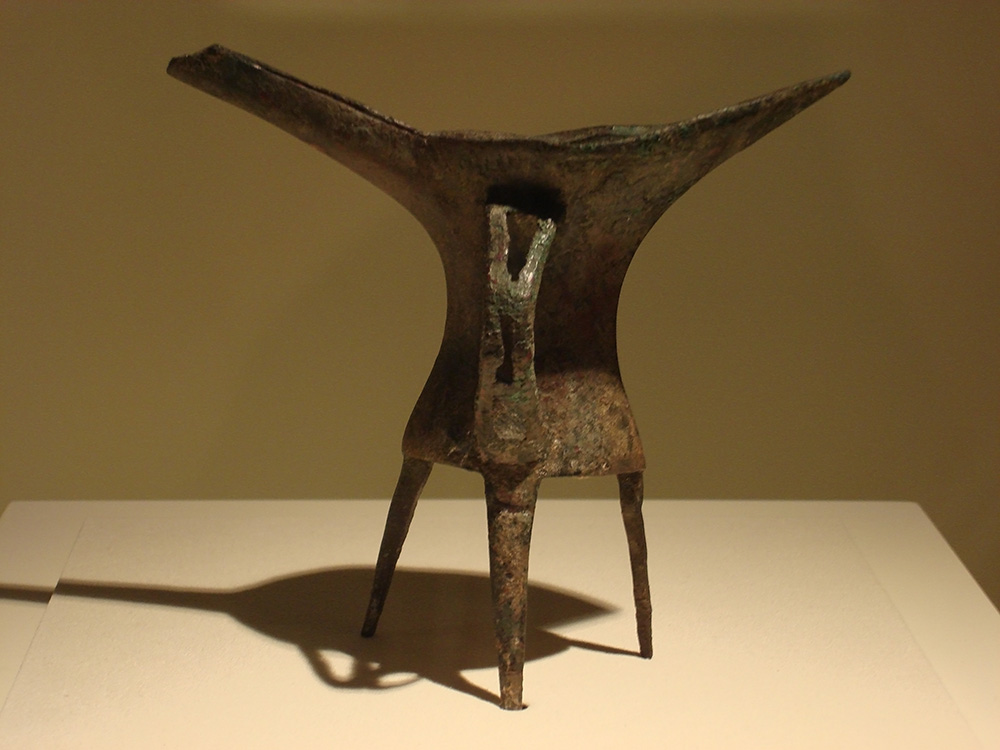

تُعد حضارة إيرليتو من أوائل المجتمعات الحضرية التي شهدها العصر البرونزي وعُرفت كحضارة أثرية في وادي النهر الأصفر بين عامي 1900 و1500 قبل الميلاد تقريبًا (اقترحت دراسة عام 2007 باستخدام نظام التأريخ بالكربون المشع نطاقًا تاريخيًا أضيق يمتد بين عامي 1750 و1530 ق.م). سُمّيت حضارة إيرليتو تيمنًا باسم الموقع الذي اكتُشف ضمن إيرليتو في يانشي، خنان. انتشرت الحضارة بصورة واسعة في جميع أنحاء خنان وشانشي وظهرت بعدها في شنشي وخوبي. يقرن علماء الآثار الصينيون حضارة إيرليتو عمومًا بموقع سلالة شيا الحاكمة على الرغم من عدم وجود دليل قوي (مثل الأدلة المكتوبة) يدعم مثل هذا الارتباط.

## موقع إيرليتو
تشير بعض الاحتمالات إلى إمكانية أن تكون حضارة إيرليتو قد تطورت من منشأ حضارة لونغشان. تمركزت الحضارة بصورة أساسية حول مقاطعة خنان وشانشي، وانتشرت بعدها إلى مقاطعة شنشي وخوبي. تضاءل الموقع في إيرليتو بعد نهوض حضارة إرليغانغ، لكنه بقي مأهولًا بالسكان.
اكتشف تشي تشيشيانغ إيرليتو في عام 1959، والتي تُعد من أكبر المواقع المرتبطة بالحضارة، متضمنةً العديد من القصور وورش صهر البرونز. احتكرت إيرليتو إنتاج الأواني الطقسية البرونزية، بما فيها القطع الأولى من أواني الدينغ المُسترجعة. تقع المدينة على نهر يي وهو أحد روافد نهر لوه الذي يصب في النهر الأصفر. بلغت مساحة المدينة 2.4 كم × 1.9 كم. لم يبقَ منها سوى ثلاثة كيلومترات مربعة (1.2 ميل مربع) نتيجة أضرار الفيضانات.
ضمّ متحف آثار إيرليتو الموجود في لويانغ ضمن مقاطعة خنان، والذي افتتح في أكتوبر 2019، أكثر من 2000 قطعة مستخرجة من مجموعة آثار عائدة إلى موقع إيرليتو.

### المراحل
يقسم الموقع إلى أربع مراحل:
تغطي المرحلة الأولى مساحة 100 هكتار (250 فدانًا)، حيث كانت إيرليتو مركزًا إقليميًا سريع النمو مع تعداد سكاني بلغ آلاف عدة، دون أن تدخل في طور التحضّر بعد.
بدأ التوسع الحضري في المرحلة الثانية ليشمل 300 هكتار (740 فدان) وبلغ عدد السكان نحو 11000 نسمة. رُسمت حدود قصر بمساحة 12 هكتار (30 فدانا) بوساطة أربعة طرق. شملت هذه المساحة القصر الثالث الذي بلغت مساحته 150 × 50 م وتألف من ثلاث ساحات على طول محور يبلغ 150م، بالإضافة إلى القصر الخامس. أُنشئ مسبك للبرونز جنوب المجمع العظيم وتولّى إدارته نخبة السكان.
بلغت المدينة ذروتها في المرحلة الثالثة، وربما وصل عدد سكانها إلى نحو 24000 نسمة. طُوّق المجمع العظيم بجدار ترابي مرصوص بسماكة مترين، وبُنيت القصور 1 و7 و8 و9. بلغت مساحة القصر الأول 9600 متر مربع (103,000 قدم مربع) ليكون بذلك أكبر القصور. هُجر القصران الثالث والخامس وحلّ محلهما كلّ من القصر الثاني، الذي بلغت مساحته 4200 متر مربع (45,000 قدم مربع) والقصر الرابع.
انخفض عدد السكان إلى 20,000 في المرحلة الرابعة، دون التأثير على عمليات البناء التي استمرت. أُنشئ القصر السادس كامتداد للقصر الثاني، وبُني القصران العاشر والحادي عشر. تداخلت المرحلة الرابعة مع المرحلة الدنيا من حضارة إرليغانغ (1600-1450 قبل الميلاد). شُيّدت مدينة مسوّرة في يانشي قرابة عام 1600 قبل الميلاد، على بعد 6 كم (3.7 ميل) شمال شرق إيرليتو.
توقف إنتاج البرونز وغيره من سلع النخبة في نهاية المرحلة الرابعة، في الوقت نفسه الذي تأسست فيه مدينة إرليغانغ في تشنغتشو على بعد 85 كم (53 ميل) شرقًا. هُجرت جميع القصور خلال مرحلة إرليغانغ العليا (1450-1300 قبل الميلاد) وتقلصت إيرليتو إلى قرية ذات مساحة 30 هكتارًا (74 فدانًا) على الرغم من عدم وجود دليل يشير إلى دمار خلفته النيران أو الحرب.

### الفهرس
1. ↑  Allan 2007، صفحة 475.
2. ↑  Liu & Xu 2007، صفحة 886.
3. ↑  Liu & Xu 2007، صفحات 897–899.
4. ↑  Liu 2004، صفحة 238.
5. ↑  Allan 2007، صفحات 489–490.
6. ↑  Li 2003.
7. ↑  Liu & Chen 2012، صفحة 259.
8. ↑  Liu 2004، صفحة 231.
9. ↑  Liu & Xu 2007، صفحة 887.
10. 1 2  Liu 2004، صفحة 229.
11. ↑  Liu 2004، صفحات 230–231.
12. ↑  Liu 2004، صفحة 230.
13. ↑  Liu & Xu 2007، صفحات 889, 891.
14. ↑  Liu & Xu 2007، صفحة 894.
15. ↑  Liu & Xu 2007، صفحة 892.

### المعلومات الكاملة للمراجع
- Allan، Sarah (2007). "Erlitou and the Formation of Chinese Civilization: Toward a New Paradigm". The Journal of Asian Studies. ج. 66 ع. 2: 461–496. DOI:10.1017/S002191180700054X. S2CID:162264919.
- Chen، Xuexiang (2003). "On the Buried Jade Unearthed in the Erlitou Site". Cultural Relics of Central China ع. 3: 23–37. ISSN:1003-1731.
- von Falkenhausen، Lothar (1994). Suspended Music: Chime-Bells in the Culture of Bronze Age China. Berkeley: University of California Press. ISBN:0-520-07378-9.
- Lee، Yun Kuen (2002). "Building the chronology of early Chinese history". Asian Perspectives. ج. 41 ع. 1: 15–42. DOI:10.1353/asi.2002.0006. hdl:10125/17161. S2CID:67818363. مؤرشف من الأصل في 2023-08-11.
- Li، Jinhui (10 نوفمبر 2003). "Stunning Capital of Xia Dynasty Unearthed". China Through a Lens. مؤرشف من الأصل في 2015-03-21. اطلع عليه بتاريخ 2009-02-03.
- Liang، Honggang؛ Sun، Shuyun (2004). A Review of Research on the Bronze Unearthed in the Erlitou Site. Cultural Relics of Central China. ص. 22–39, 56.
- Liu، Li (2004). The Chinese Neolithic: trajectories to early states. Cambridge University Press. ISBN:978-0-521-81184-2.
- ——— (2006). "Urbanization in China: Erlitou and its hinterland". في Storey، Glenn (المحرر). Urbanism in the Preindustrial World. Tuscaloosa: University of Alabama Press. ص. 161–189. ISBN:978-0-8173-5246-2.
- Liu، Li؛ Xu، Hong (2007). "Rethinking Erlitou: legend, history and Chinese archaeology". Antiquity. ج. 81 ع. 314: 886–901. DOI:10.1017/s0003598x00095983. hdl:1959.9/58390. S2CID:162644060.
- Liu، Li؛ Chen، Xingcan (2012). The Archaeology of China: From the Late Paleolithic to the Early Bronze Age. Cambridge University Press. ISBN:978-0-521-64310-8.
- Lu، Jianchang (2006). "An Archeological Survey of the Jade Weapons in Pre-Qin Period". Military Historical Research. ISSN:1009-3451.
- Shelach-Lavi، Gideon (2015). The Archaeology of Early China. Cambridge University Press. ISBN:978-0-521-19689-5.
- Zhang، Xuelian؛ Qiu، Shihua؛ Cai، Lianzhen؛ Bo، Guancheng؛ Wang، Jinxia؛ Zhong، Jian (2014). "Establishing and refining the archaeological chronologies of Xinzhai, Erlitou and Erligang cultures". Chinese Archaeology. ترجمة: Zhang، Xuelian؛ Lee، Yun Kuen. ج. 8 ع. 1: 197–210. Original article in Kaogu 2007.8: 74–84.